# BKM-433
BKM-433 (Belkommunmaš 433, "Vitovt Max") è un filobus articolato a pianale ribassato prodotto dall'azienda bielorussa Belkommunmaš, progettato in collaborazione con la Stadler Rail. Appartiene alla quarta generazione di filobus sviluppati dall'azienda. Dispone di 38 posti a sedere e può ospitare un totale di 153 passeggeri.
Le dimensioni sono, lunghezza 18,75, larghezza 2,5 e altezza 2,86 metri. Il corpo è realizzato in materiali compositi. Il modello è dotato di una rampa retrattile elettrica e di un sistema ECAS (sospensione pneumatica a controllo elettronico), per abbassare il livello del pavimento del filobus a quello del marciapiede. L'abitacolo è dotato di impianto di climatizzazione e sono presenti anche 7 prese d'aria per la normale ventilazione.

## Versioni
- BKM-433.03 "Vitovt Max" (prima serie) - con un sistema di controllo a transistor basato su moduli IGBT e un motore AC.
- BKM-433.03A "Vitovt Max Duo" - Duobus con un sistema di controllo a transistor su moduli IGBT e un motore AC asincrono, dotato di funzionamento autonomo sulla base di un generatore diesel Kirsh. Il volume del serbatoio del carburante è di 120 litri, il che gli consente di viaggiare fino a 300 km senza utilizzare una rete di contatti.
- Stadler 433.03А "Vitovt Max Duo" - Duobus, come il precedente ma di produzione Stadler a Fanipal'
- BKM-433.030 "Vitovt Max II" - con un sistema di controllo a transistor basato su moduli IGBT e un motore AC. Modifica restyling.
- BKM-433.00D "Vitovt Max II" (IMC) - con un sistema di controllo a transistor basato su moduli IGBT e un motore AC asincrono, dotato di un funzionamento autonomo sulla base di batterie al litio-ferro-fosfato, con una riserva fino a 30 chilometri.

## Diffusione

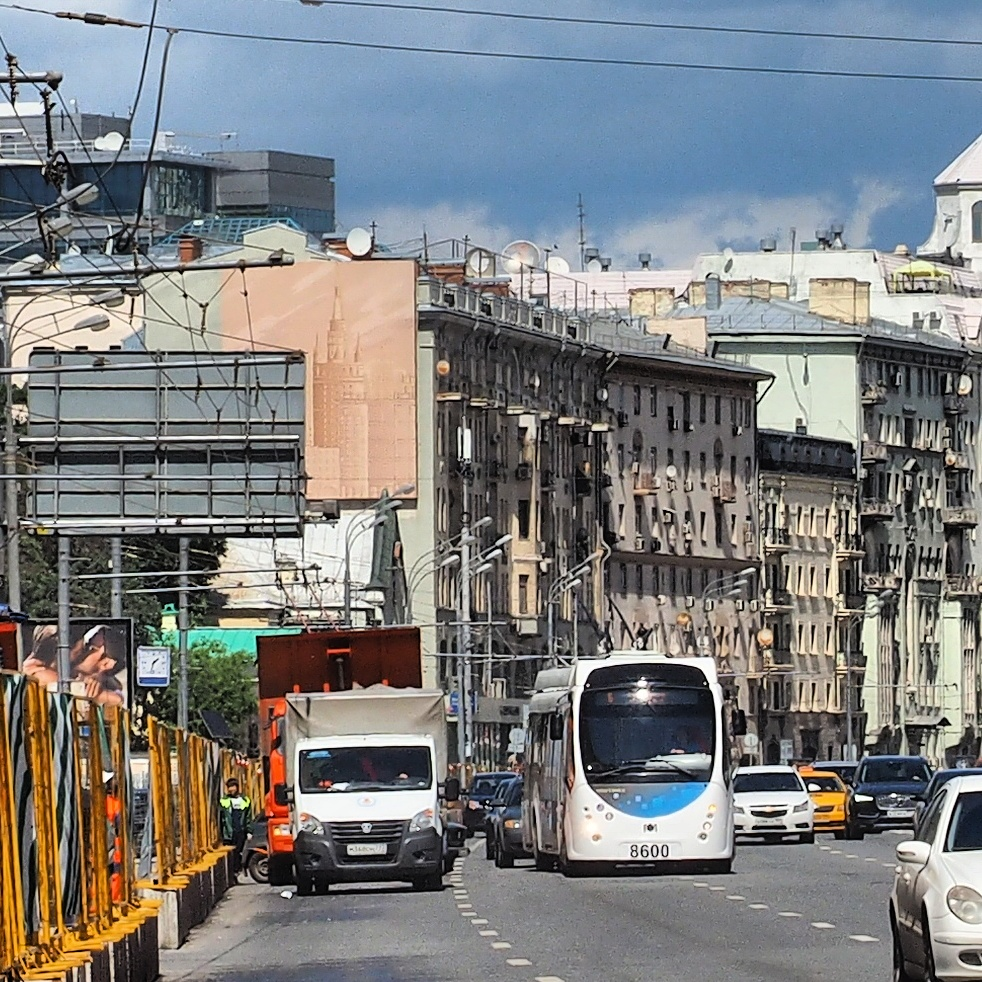
Test della modalità di guida autonoma sulla linea B a Mosca

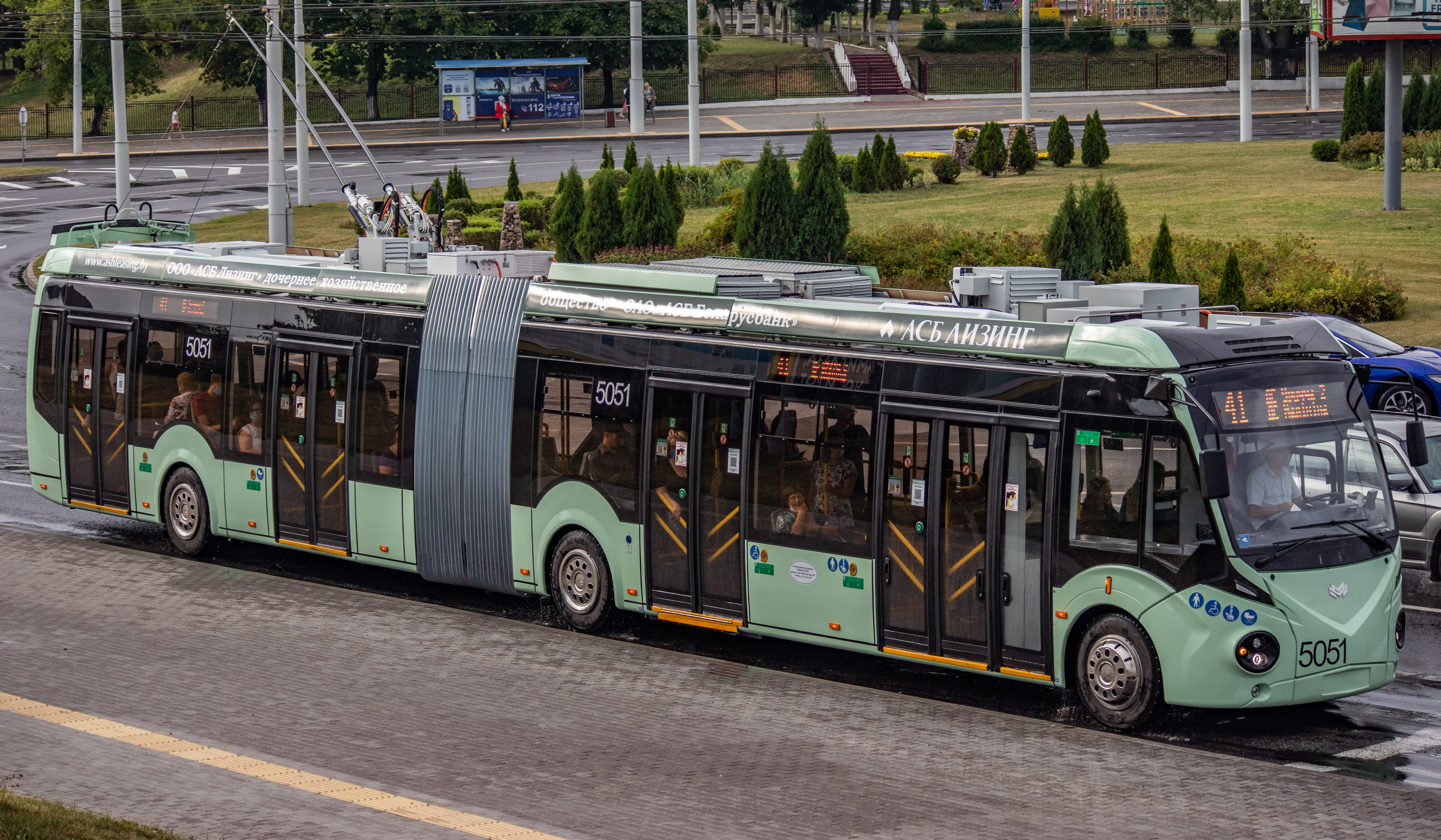
Minsk (Bielorussia)

### Russia
Negli anni 2015-2016 il primo filobus BKM-433 ha fatto le prove stradali a San Pietroburgo, Mosca e Tambov.
Il 27 maggio 2015 si è svolta la presentazione presso il complesso fieristico Lenexpo e il 13 giugno è arrivato per i test effettivi su strada. 
A maggio 2016 il filobus ha iniziato le prove a Mosca su tratte in parte sprovviste dalla rete di contatto, eliminata secondo il programma adottato per il miglioramento del centro cittadino "La mia strada". Dal 10 giugno al 9 luglio è stato testato con i passeggeri sulla rotta B, e dal 13 luglio alla fine di ottobre ha lavorato sulla rotta T25. 
Nel maggio e giugno 2020 è stata effettuata la consegna dei filobus Vitovt Max II. In totale la società di trasporto elettrico di San Pietroburgo Gorelectrotrans ha ricevuto 20 filoveicoli BKM-433.030. 

### Bielorussia
Nel dicembre del 2019 i due primi filosnodati BKM-433.00D (No 221 e No 222) sono arrivati a Vicebsk. Il terzo (No 223) è arrivato in maggio 2020. 

### Moldavia
La società di trasporto pubblico RTEC di Chișinău che già utilizza molti filobus di Belkommunmaš, ha acquistato nel 2020 5 nuovi filosnodati BKM-433.030. Il 14 ottobre tutti i filobus hanno iniziato ad operare sulla linea 22. 

### Bosnia ed Erzegovina
25 filosnodati BKM-433.00D con percorso autonomo sono stati ordinati nel 2020. BKM Holding ha consegnato i primi 5 veicoli in febbraio-marzo 2022.